# Michał Kądzioła
Michał Kądzioła (ur. 28 maja 1989 roku w Dąbrowie Górniczej) – polski zawodnik siatkówki plażowej.
Wraz z Jakubem Szałankiewiczem zdobył tytuły: mistrza Uniwersjady (Shenzhen 2011), mistrza świata do lat 19 (Mysłowice 2007) i do lat 21 (Blackpool 2009),  mistrza Europy do lat 23 (Grecja 2010), mistrza Polski juniorów (Poręba 2007). Para ta wygrała również turniej CEV Satelite w Lozannie (2010) oraz została nagrodzona w kategorii "Drużyna roku" w plebiscycie Siatkarskie Plusy za 2009 rok.